# اکو (لوئیزیانا)
اکو (به انگلیسی: Echo) یک منطقهٔ مسکونی در ایالات متحده آمریکا است که در لوئیزیانا واقع شده‌است. اکو ۱۸٫۹ متر بالاتر از سطح دریا واقع شده‌است.